# Circondario di Zossen
Il circondario di Zossen (in tedesco Kreis Zossen) era un circondario della Repubblica Democratica Tedesca, parte del distretto di Potsdam.

## Storia
Il circondario di Zossen fu istituito il 25 luglio 1952 con la riforma amministrativa della RDT; si estendeva su territori già appartenuti ai disciolti circondari di Luckenwalde e di Teltow.
Il 17 maggio 1990 assunse il nuovo nome di Landkreis Zossen ("circondario di Zossen"), e poco dopo, in seguito alla riunificazione tedesca, divenne parte dello stato del Brandeburgo.
Il 6 dicembre 1993, nell'ambito della riforma amministrativa del Brandeburgo, il circondario di Zossen venne soppresso; le città e i comuni che lo componevano passarono nella quasi totalità al nuovo circondario del Teltow-Fläming, escluso il comune di Telz che passò al circondario di Dahme-Spreewald.